# Зорі спектрального класу F

Відносний розмір зірок класу F з іншими зірками головної послідовності

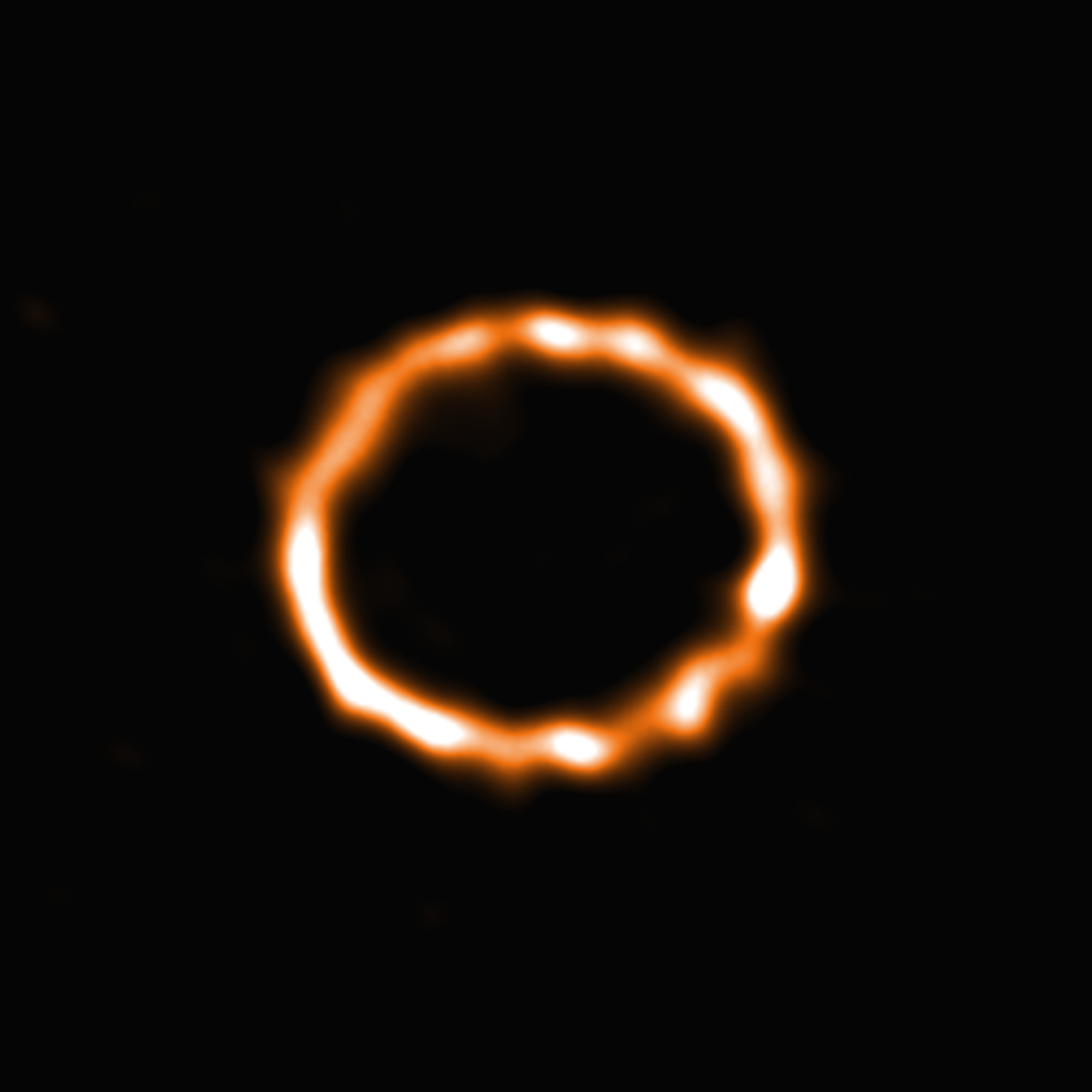
Диск з уламками навколо зорі класу F, HD 181327.

Зоря головної послідовності класу F (FV) — це зоря головної послідовності, що синтезує водень, спектрального класу F і класу світності V. Ці зорі мають від 1,0 до 1,4 маси Сонця та температуру поверхні від 6000 до 7600 К.Таблиці VII і VIII. Цей температурний діапазон надає зорям класу F білуватий відтінок під час спостереження в атмосфері. Оскільки зорю головної послідовності називають карликовою зорею, цей клас зір також можна назвати жовто-білим карликом (не плутати з білими карликами, зорями-залишками, які є можливою завершальною стадією зіркової еволюції). Помітні приклади включають Проціон A, Гамма Діви A і B та KIC 8462852.

## Спектральні стандартні зорі
| Спектральний клас | Маса (M☉) | Радіус (R☉) | Яскравість (L☉) | Ефективна температура (K) | Колірний індекс (B − V) |
| ----------------- | --------- | ----------- | --------------- | ------------------------- | ----------------------- |
| F0V               | 1,61      | 1,728       | 7,24            | 7,220                     | 0,30                    |
| F1V               | 1,50      | 1,679       | 6,17            | 7,020                     | 0,33                    |
| F2V               | 1,46      | 1,622       | 5,13            | 6,820                     | 0,37                    |
| F3V               | 1,44      | 1,578       | 4,68            | 6750                      | 0,39                    |
| F4V               | 1,38      | 1,533       | 4,17            | 6670                      | 0,41                    |
| F5V               | 1,33      | 1,473       | 3,63            | 6550                      | 0,44                    |
| F6V               | 1,25      | 1,359       | 2,69            | 6350                      | 0,49                    |
| F7V               | 1,21      | 1,324       | 2,45            | 6 280                     | 0,50                    |
| F8V               | 1,18      | 1,221       | 1,95            | 6,180                     | 0,53                    |
| F9V               | 1,13      | 1,167       | 1,66            | 6050                      | 0,56                    |

Переглянута система Атласу Йеркса (Johnson & Morgan 1953) містить щільну сітку стандартних карликових зір класу F; однак не всі вони збереглися до наших днів як стабільні стандарти.
Опорними точками системи спектральної класифікації MK серед карликових зір головної послідовності класу F, тобто тих стандартних зір, які залишалися незмінними протягом багатьох років і можуть бути використані для визначення системи, вважаються 78 Великої Ведмедиці (F2 V) і Пі3 Оріона (F6 V). Крім цих двох стандартів, Morgan & Keenan (1973) вважали такі зорі стандартами кинджала: HR 1279 (F3 V), HD 27524 (F5 V), HD 27808 (F8 V), HD 27383 (F9 V), і Бета Діви (F9 V).
Інші первинні стандартні зорі MK включають HD 23585 (F0 V), HD 26015 (F3 V) і HD 27534 (F5 V). Зауважте, що обидва члени Гіад із майже ідентичними позначеннями (HD 27524 і HD 27534) вважаються сильними стандартними зорями класу F5 V, і вони дійсно мають майже однакові кольори та розміри.

## Життєвий цикл
Зорі класу F мають життєвий цикл, подібний до зір класу G. Вони синтезують гелій і згодом переростуть у червоного гіганта, який спалює гелій замість водню, коли їхній запас водню вичерпається. Коли гелій теж закінчується, вони починають спалювати вуглець. Коли і той закінчується, вони скидають свої зовнішні шари, створюючи планетарну туманність і залишаючи позаду, у центрі туманності, гарячий білий карлик. Ці зорі залишаються стабільними протягом приблизно 2–4 мільярдів років. Для порівняння, зорі класу G, як і Сонце, залишаються стабільними приблизно 10 мільярдів років.

## Планети
Деякі з найближчих зір класу F, які, як відомо, містять планети, включають Іпсилон Андромеди, Тау Волопаса, HD 10647, HD 33564, HD 142, HD 60532 і KOI-3010.

## Житловість
Деякі дослідження показують, що існує ймовірність розвитку життя на планетах, які обертаються навколо зорі класу F. Підраховано, що жила зона відносно гарячої зорі класу F0 сягатиме 2,0—3,7 а. о. і 1,1—2,2 а. о. для відносно холодної зорі класу F8. Що ж до зорі класу G, головними проблемами для гіпотетичної форми життя в цьому конкретному сценарії будуть інтенсивніше світло та коротша тривалість життя рідної зорі.